# Saint-Pierre-d’Aubézies
Saint-Pierre-d’Aubézies – miejscowość i gmina we Francji, w regionie Oksytania, w departamencie Gers.
Według danych na rok 1990 gminę zamieszkiwało 85 osób, a gęstość zaludnienia wynosiła 10 osób/km² (wśród 3020 gmin regionu Midi-Pireneje Saint-Pierre-d’Aubézies plasuje się na 978. miejscu pod względem liczby ludności, natomiast pod względem powierzchni na miejscu 1206.).